# Azijska banka za razvoj
Azijska banka za razvoj (eng. Asian Development Bank - ADB) regionalna je razvojna banka osnovana 19. prosinca 1966. sa sjedištem u gradu Mandaluyongu na Filipinima. Banka ima 31 područni ured širom svijeta za promicanje društvenog i gospodarskog razvoja u Aziji. Prihvaća zemlje članice Ekonomske i socijalne komisije Ujedinjenih naroda za Aziju i Pacifik (UNESCAP) i razvijene zemlje izvan Azije. Pri osnivanju bila je 31 zemlja članica, a sada ih ima 68.
Azijska banka za razvoj je modelirana prema Svjetskoj banci i ima sličan ponderirani sustav glasovanja, gdje se glasovi raspodjeljuju proporcionalno upisu kapitala članica. Objavljuje godišnje izvješće sa sažetkom svojih operacija, proračuna i drugih materijala za javni uvid. Program stipendiranja ADB-Japan godišnje upisuje približno 300 studenata u akademske institucije koje se nalaze u 10 zemalja Azije. Nakon završetka studijskih programa, od znanstvenika se očekuje da doprinesu gospodarskom i društvenom razvoju svojih zemalja. Azijska banka za razvoj je službeni promatrač Ujedinjenih naroda.
Japan i Sjedinjene Američke Države imaju najveće udjele u Azijskoj banki za razvoj od 15,571%. Kina 6,429%, Indija 6,317%, a Australija 5,773%.

## Organizacijska struktura
Najviše tijelo banke koje donosi odluke je Vijeće guvernera, koje se sastoji od po jednog predstavnika iz svake države članice. Upravno vijeće, između ostalog, između sebe bira dvanaest članova Upravnog odbora i njihove zamjenike. Osam od dvanaest članova dolazi iz regionalnih (azijsko-pacifičkih) članica, dok ostali dolaze iz neregionalnih članica.
Odbor guvernera također bira predsjednika banke, koji predsjedava upravnim odborom i upravlja Azijskom bankom za razvoj. Predsjednik ima mandat od pet godina i može biti ponovno biran. Tradicionalno, i budući da je Japan jedan od najvećih dioničara banke, predsjednik je uvijek bio Japanac. Sadašnji predsjednik je Masatsugu Asakawa od 17. siječnja 2020. godine. Banka zapošljava oko 3000 ljudi, koje predstavljaju zemlje članice.